# U.S. Men's Clay Court Championships 2019 - Qualificazioni singolare
Le qualificazioni del singolare dell'U.S. Men's Clay Court Championships 2019 sono state un torneo di tennis preliminare per accedere alla fase finale della manifestazione. I vincitori dell'ultimo turno sono entrati di diritto nel tabellone principale. In caso di ritiro di uno o più giocatori aventi diritto a questi sono subentrati i lucky loser, ossia i giocatori che hanno perso nell'ultimo turno ma che avevano una classifica più alta rispetto agli altri partecipanti che avevano comunque perso nel turno finale.

## Teste di serie
1. Henri Laaksonen (Qualified)
2. Peter Polansky (primo turno)
3. Christopher Eubanks (ultimo turno)
4. Sebastian Ofner (primo turno)

1. Mitchell Krueger (ultimo turno)
2. Roberto Quiroz (ultimo turno)
3. Marcos Giron (primo turno)
4. James Ward (primo turno)

## Qualificati
1. Henri Laaksonen
2. Peđa Krstin

1. Santiago Giraldo
2. Daniel Elahi Galán

## Tabellone

### Legenda
| - Q = Qualificato - WC = Wild card - LL = Lucky loser | - ALT = Alternate - SE = Special Exempt - PR = Protected Ranking | - w/o = Walkover - r = Ritirato - d = Squalificato |

### Sezione 1
|  | Primo turno | Primo turno      | Primo turno | Primo turno | Primo turno |  |  | Ultimo turno | Ultimo turno     | Ultimo turno | Ultimo turno | Ultimo turno |  |
|  |             |                  |             |             |             |  |  |              |                  |              |              |              |  |
|  | 1           | Henri Laaksonen  | 6           | 68          | 6           |  |  |              |                  |              |              |              |  |
|  |             | Tommy Paul       | 4           | 7           | 4           |  |  | 1            | Henri Laaksonen  | 6            | 5            | 6            |  |
|  |             | Dominik Köpfer   | 6           | 3           | 4           |  |  | 5            | Mitchell Krueger | 3            | 7            | 3            |  |
|  | 5           | Mitchell Krueger | 3           | 6           | 6           |  |  |              |                  |              |              |              |  |

### Sezione 2
|  | Primo turno | Primo turno    | Primo turno    | Primo turno | Primo turno |  |  | Ultimo turno | Ultimo turno | Ultimo turno | Ultimo turno | Ultimo turno |  |
|  |             |                |                |             |             |  |  |              |              |              |              |              |  |
|  | 2           | Peter Polansky | Peter Polansky | 4           | 1           |  |  |              |              |              |              |              |  |
|  |             | Darian King    | Darian King    | 6           | 6           |  |  |              | Darian King  | Darian King  | 64           | 5            |  |
|  |             | Peđa Krstin    | Peđa Krstin    | 6           | 6           |  |  |              | Peđa Krstin  | Peđa Krstin  | 7            | 7            |  |
|  | 7           | Marcos Giron   | Marcos Giron   | 4           | 1           |  |  |              |              |              |              |              |  |

### Sezione 3
|  | Primo turno | Primo turno         | Primo turno         | Primo turno | Primo turno |  |  | Ultimo turno | Ultimo turno        | Ultimo turno        | Ultimo turno | Ultimo turno |  |
|  |             |                     |                     |             |             |  |  |              |                     |                     |              |              |  |
|  | 3           | Christopher Eubanks | Christopher Eubanks | 6           | 6           |  |  |              |                     |                     |              |              |  |
|  |             | Jay Clarke          | Jay Clarke          | 3           | 4           |  |  | 3            | Christopher Eubanks | Christopher Eubanks | 4            | 4            |  |
|  | Alt         | Santiago Giraldo    | Santiago Giraldo    | 6           | 6           |  |  | Alt          | Santiago Giraldo    | Santiago Giraldo    | 6            | 6            |  |
|  | 8           | James Ward          | James Ward          | 4           | 4           |  |  |              |                     |                     |              |              |  |

### Sezione 4
|  | Primo turno | Primo turno        | Primo turno        | Primo turno | Primo turno |  |  | Ultimo turno | Ultimo turno       | Ultimo turno | Ultimo turno | Ultimo turno |  |
|  |             |                    |                    |             |             |  |  |              |                    |              |              |              |  |
|  | 4           | Sebastian Ofner    | Sebastian Ofner    | 0           | 2           |  |  |              |                    |              |              |              |  |
|  | WC          | Daniel Elahi Galán | Daniel Elahi Galán | 6           | 6           |  |  | WC           | Daniel Elahi Galán | 4            | 7            | 6            |  |
|  | WC          | JC Aragone         | JC Aragone         | 2           | 0           |  |  | 6            | Roberto Quiroz     | 6            | 5            | 1            |  |
|  | 6           | Roberto Quiroz     | Roberto Quiroz     | 6           | 6           |  |  |              |                    |              |              |              |  |